# Geldstrafe (Schweiz)
Die Geldstrafe (französisch peine pécuniaire, italienisch pena pecuniaria, rätoromanisch chasti pecuniar) ist im Strafrecht der Schweiz eine Strafe, die nur durch ein Urteil oder einen Strafbefehl verhängt werden kann. Eine Geldstrafe wird in Tagessätzen verhängt. Grundlage sind die Artikel 34 bis 36 im Schweizerischen Strafgesetzbuch.

## Allgemeines
Die Vollzugsbehörde bestimmt für den Verurteilten eine Zahlungsfrist von einem bis zu sechs Monaten. Sie kann Ratenzahlung anordnen und auf Gesuch die Fristen verlängern. Bezahlt der Verurteilte die Geldstrafe nicht fristgemäss, so ordnet die Vollzugsbehörde die Betreibung an, wenn davon ein Ergebnis zu erwarten ist.
Eine Geldstrafe kann auch bedingt ausgesprochen werden, ähnlich der Verwarnung mit Strafvorbehalt in Deutschland. Dann wird ihre Vollstreckung während einer Probezeit von 2 bis 5 Jahren ganz oder teilweise aufgeschoben.

## Tagessätze
Die Anzahl der Tagessätze orientiert sich am Verschulden des Täters, und die Höhe der Tagessätze an seiner wirtschaftlichen Lage.
Bestimmt es das Gesetz nicht anders, so beträgt die Geldstrafe mindestens 3 und höchstens 180 Tagessätze. Ein Tagessatz beträgt in der Regel mindestens 30 und höchstens 3000 Franken; das mögliche Strafmass beträgt also zwischen 90 und 540'000 Franken. Das Gericht kann den Tagessatz ausnahmsweise bis auf 10 Franken senken, wenn die persönlichen und wirtschaftlichen Verhältnisse des Täters dies gebieten. Die Geldstrafe darf keinesfalls Symbolcharakter haben und muss deutlich in das Leben der bestraften Person eingreifen.
Grundsätzlich entsprechen 30 Tagessätze dem monatlichen Nettolohn, abzüglich Krankenversicherung und Steuern. Für einen nicht erwerbstätigen Ehepartner werden 15 % abgezogen, und für jedes Kind je 10 bis 15 %. Weitere Faktoren wie das Vermögen, Schulden und Ausbildungskosten werden berücksichtigt.

## Gemeinnützige Arbeit
Die Geldstrafe kann auf Antrag des Verurteilten in gemeinnützige Arbeit umgewandelt werden. Dabei entsprechen vier Stunden gemeinnütziger Arbeit einem Tagessatz Geldstrafe.

## Ersatzfreiheitsstrafe
Wird die Geldstrafe weder bezahlt noch durch gemeinnützige Arbeit erledigt und ist auch durch die Betreibung (Zwangsvollstreckung) nicht zu vollstrecken, tritt an ihre Stelle die Ersatzfreiheitsstrafe. Dabei entspricht ein Tagessatz einem Tag Freiheitsstrafe.